# União Desportiva Oliveirense (hockey su pista)
L'União Desportiva Oliveirense è la sezione di hockey su pista della società polisportiva União Desportiva Oliveirense fondata nel 1922 ed avente sede a Oliveira de Azeméis.
Nella sua storia ha vinto in ambito nazionale 4 Coppe del Portogallo; in ambito internazionale vanta 1 Coppa WSE e 2 Coppe Continentali.
La squadra disputa le proprie gare interne presso il Pavilhão Dr. Salvador Machado, a Oliveira de Azeméis.

## Cronistoria
| Cronistoria dell'União Desportiva Oliveirense |
| --- |
| - 1969 · Fondazione della sezione di hockey su pista dell'União Desportiva Oliveirense. - 1969 · 2ª Divisão - Regional do Norte. - 1970 · 2ª Divisão - Regional do Norte. Promosso in 1ª Divisão. - 1971 · 1º nel Regional do Aveiro, 7º nel metropolitano norte in 1ª Divisão. - 1972 · 8º nel metropolitano norte in 1ª Divisão. - 1973 · 6º nel metropolitano norte in 1ª Divisão. - 1974 · 9º nel metropolitano norte in 1ª Divisão. Retrocesso in 2ª Divisão. - 1975 · 2ª Divisão - Regional do Norte. Promosso in 1ª Divisão. - 1976 · 4º nel Regional do Norte, 8º nella fase finale in 1ª Divisão. Eliminato in Coppa del Portogallo. - 1977 · 6º nel Regional do Norte in 1ª Divisão. Eliminato in Coppa del Portogallo. - 1978 · 5º nel Regional do Norte in 1ª Divisão. - 1979 · 2º nel Regional do Norte, 4º nella fase finale in 1ª Divisão. Eliminato in semifinale di Coppa del Portogallo. - 1980 · 2º nel Regional do Norte, 7º nella fase finale in 1ª Divisão. Eliminato in semifinale di Coppa del Portogallo. - 1981 · 5º nel Regional do Norte in 1ª Divisão. - 1982 · 6º in 1ª Divisão. Eliminato in semifinale di Coppa del Portogallo. - 1983 · 13º in 1ª Divisão. - 1983-1984 · 12º in 1ª Divisão. Eliminato in Coppa del Portogallo. - 1984-1985 · 10º in 1ª Divisão. Eliminato ai quarti di finale di Coppa del Portogallo. - 1985-1986 · 8º in 1ª Divisão, eliminato ai quarti di finale nei play-off. - 1986-1987 · 2º in 1ª Divisão, finale nei play-off. Finalista in Coppa del Portogallo. - 1987-1988 · 6º in 1ª Divisão. Eliminato agli ottavi di finale di Coppa del Portogallo. Finalista in Supercoppa del Portogallo. Eliminato in semifinale di Coppa delle Coppe. - 1988-1989 · 4º in 1ª Divisão. Eliminato in Coppa del Portogallo. - 1989-1990 · 6º in 1ª Divisão. Eliminato in Coppa del Portogallo. Eliminato agli ottavi di finale di Coppa CERS. - 1990-1991 · 6º in 1ª Divisão. Eliminato in Coppa del Portogallo. Eliminato ai quarti di finale di Coppa CERS. - 1991-1992 · 6º in 1ª Divisão. Eliminato ai quarti di finale di Coppa del Portogallo. Eliminato ai quarti di finale di Coppa CERS. - 1992-1993 · 5º in 1ª Divisão. Eliminato in semifinale di Coppa del Portogallo. - 1993-1994 · 6º nella prima fase, 6º nella poule titolo in 1ª Divisão. Eliminato agli ottavi di finale di Coppa CERS. - 1994-1995 · 8º nella prima fase, 3º nella poule salvezza in 1ª Divisão. - 1995-1996 · 5º nella prima fase, 1º nella poule qualificazione alla coppa CERS in 1ª Divisão. Finalista in Coppa del Portogallo. - 1996-1997 · 3º nella prima fase, 3º nella poule titolo in 1ª Divisão. Vince la Coppa del Portogallo (1º titolo). Vince la Coppa CERS (1º titolo). - 1997-1998 · 8º nella prima fase, 1º nella poule salvezza in 1ª Divisão. Finalista in Supercoppa del Portogallo. Eliminato agli ottavi di finale di Champions League. Finalista di Supercoppa d'Europa. - 1998-1999 · 5º nella prima fase, 6º nella poule titolo in 1ª Divisão. Eliminato ai quarti di finale di Coppa del Portogallo. - 1999-2000 · 7º nella prima fase, 1º nella poule salvezza in 1ª Divisão. Eliminato agli ottavi di finale di Coppa del Portogallo. Eliminato agli ottavi di finale di Coppa CERS. - 2000-2001 · 5º nella prima fase, 4º nella poule titolo in 1ª Divisão. Eliminato ai quarti di finale di Coppa del Portogallo. Eliminato ai quarti di finale di Coppa CERS. - 2001-2002 · 5º nella prima fase, 5º nella poule titolo in 1ª Divisão. Eliminato agli ottavi di finale di Coppa del Portogallo. Eliminato in semifinale di Coppa CERS. - 2002-2003 · 6º nella prima fase, 6º nella poule titolo in 1ª Divisão. Eliminato agli ottavi di finale di Coppa del Portogallo. Eliminato ai quarti di finale di Coppa CERS. - 2003-2004 · 3º nella prima fase, 3º nella poule titolo in 1ª Divisão. Eliminato in Coppa del Portogallo. - 2004-2005 · 3º nella prima fase, 3º nella poule titolo in 1ª Divisão. Eliminato in semifinale di Coppa del Portogallo. Eliminato in semifinale di Champions League. - 2005-2006 · 5º nella prima fase, 5º nella poule titolo in 1ª Divisão. Eliminato agli ottavi di finale di Coppa del Portogallo. Eliminato agli ottavi di finale di Champions League. - 2006-2007 · 4º in 1ª Divisão, eliminato in semifinale nei play-off. Eliminato ai quarti di finale di Coppa del Portogallo. - 2007-2008 · 3º in 1ª Divisão, eliminato in semifinale nei play-off. Eliminato ai quarti di finale di Coppa del Portogallo. - 2008-2009 · 2º in 1ª Divisão, eliminato in semifinale nei play-off. Eliminato in semifinale di Coppa CERS. - 2009-2010 · 3º in 1ª Divisão. Eliminato agli ottavi di finale di Coppa del Portogallo. Eliminato ai quarti di finale di Coppa CERS. - 2010-2011 · 3º in 1ª Divisão. Vince la Coppa del Portogallo (2º titolo). Eliminato ai quarti di finale di Coppa CERS. - 2011-2012 · 4º in 1ª Divisão. Vince la Coppa del Portogallo (3º titolo). Finalista in Supercoppa del Portogallo. Eliminato ai quarti di finale di Eurolega. - 2012-2013 · 3º in 1ª Divisão. Finalista in Coppa del Portogallo. Finalista in Supercoppa del Portogallo. Eliminato alla fase a gironi di Eurolega. - 2013-2014 · 5º in 1ª Divisão. Eliminato agli ottavi di finale di Coppa del Portogallo. Finalista in Supercoppa del Portogallo. Eliminato alla fase a gironi di Eurolega. - 2014-2015 · 3º in 1ª Divisão. Eliminato in semifinale di Coppa del Portogallo. Eliminato ai quarti di finale di Coppa CERS. - 2015-2016 · 3º in 1ª Divisão. Eliminato ai sedicesimi di finale di Coppa del Portogallo. Finalista in di Eurolega. - 2016-2017 · 3º in 1ª Divisão. Eliminato ai quarti di finale di Coppa del Portogallo. Eliminato in semifinale di Elite Cup. Finalista in di Eurolega. - 2017-2018 · 4º in 1ª Divisão. Eliminato ai sedicesimi di finale di Coppa del Portogallo. Eliminato in semifinale di Elite Cup. Eliminato ai quarti di finale di Eurolega. Vince la Coppa Continentale (1º titolo). - 2018-2019 · 2º in 1ª Divisão. Vince la Coppa del Portogallo (4º titolo). Finalista in Elite Cup. Eliminato ai quarti di finale di Eurolega. - 2019-2020 · 3º in 1ª Divisão. Qualificato agli ottavi di finale di Coppa del Portogallo. Finalista in Supercoppa del Portogallo. Eliminato ai quarti di finale di Elite Cup. Qualificato ai quarti di finale di Eurolega. Stagione interrotta a causa della pandemia di COVID-19. - 2020-2021 · 5º in 1ª Divisão, quarti di finale nei play-off. Sedicesimi di finale della Coppa del Portogallo. Semifinale dell'Eurolega. - 2021-2022 · 4º in 1ª Divisão, quarti di finale dei play-off. Semifinale della Coppa del Portogallo. Semifinale dell'Elite Cup. - 2022-2023 · 5ª in 1ª Divisão, quarti di finale dei play-off. Sedicesimi di finale della Coppa del Portogallo. Semifinale dell'Elite Cup. Semifinale della Champions League. - 2023-2024 · 3ª in 1ª Divisão, semifinale dei play-off. Semifinale della Coppa del Portogallo. Semifinale dell'Elite Cup. Finale della Champions League. - 2024-2025 · Partecipa alla 1ª Divisão. Vince la Coppa Continentale (2º titolo). |

## Palmarès

### Competizioni nazionali
4 trofei
- Coppa del Portogallo: 4

1996-1997, 2010-2011, 2011-2012, 2018-2019

### Competizioni internazionali
3 trofei
- Coppa CERS/WSE: 1

1996-1997
- Supercoppa d'Europa/Coppa Continentale: 2

2017-2018, 2024-2025

## Statistiche

### Partecipazioni ai campionati
| Livello | Categoria  | Partecipazioni | Debutto | Ultima stagione |
| ------- | ---------- | -------------- | ------- | --------------- |
| 1º      | 1ª Divisão | 54             | 1971    | 2024-2025       |
| 2º      | 2ª Divisão | 3              | 1969    | 1975            |

### Partecipazioni alla coppe nazionali
| Competizione              | Partecipazioni | Debutto   | Ultima stagione |
| ------------------------- | -------------- | --------- | --------------- |
| Coppa del Portogallo      | 42             | 1975-1976 | 2024-2025       |
| Elite Cup                 | 8              | 2016      | 2024            |
| Supercoppa del Portogallo | 6              | 1987      | 2019            |

### Partecipazioni alla coppe internazionali
| Competizione                                 | Partecipazioni | Debutto   | Ultima stagione |
| -------------------------------------------- | -------------- | --------- | --------------- |
| Coppa dei Campioni/Champions League/Eurolega | 15             | 1997-1998 | 2024-2025       |
| Coppa CERS/WSE                               | 13             | 1989-1990 | 2014-2015       |
| Supercoppa d'Europa/Coppa Continentale       | 3              | 1997-1998 | 2024-2025       |
| Coppa delle Coppe                            | 1              | 1987-1988 | 1987-1988       |